# نهر روغ
نهر روغ نهر يقع جنوب غرب ولاية أوريغون في الولايات المتحدة يتدفق باتجاه غربي بشكل عام من جبال كاسكيد إلى المحيط الهادئ. اشتهرت بسمك السلمون وركوب الرمث في المياه البيضاء والمناظر الطبيعية الوعرة وأحد الأنهار الثمانية الأصلية التي سميت في قانون الأنهار البرية والمناظر الطبيعية لعام 1968. يبدأ جريان النهر بالقرب من بحيرة كريتر التي تحتل كالديرا التي خلفها الانفجار البركاني وانهيار جبل مازاما ويتدفق النهر عبر الشلالات العالية جيولوجيًا والشلالات الغربية الأقدم وهي مقاطعة بركانية أخرى. إلى الغرب يمر النهر عبر تضاريس غريبة متعددة لجبال كلاماث القديمة. في حوض روغ توجد بعض أفضل الأمثلة في العالم للصخور التي تشكل وشاح الأرض. بالقرب من مصب النهر عثر على شظايا الديناصورات الوحيدة التي اكتشفت في ولاية أوريغون على طول ساحل مقاطعة كاري.

## روابط خارجية
- مكتب إدارة الأراضي: "دليل تعويم المارقة"
- مكتب إدارة الأراضي: Rogue National Wild and Scenic River
- Esri.com: خريطة مشروع بروسبكت للطاقة الكهرومائية
- موسوعة أوريغون: السيرة الذاتية لروبرت دينيستون هيوم
- نهر الروج - فيلم وثائقي من إنتاج دليل أوريغون الميداني .
- Rogue Basin Partnership
- Rogue National Wild and Scenic River - صفحة BLM